# Замковый ткачик-кругопряд
Замковый ткачик-кругопряд (лат. Micrathena gracilis) — паук рода крестовиков семейства Araneidae (кругопряды), широко известный как колючая микратена.

## Описание
Паук прядет умеренно большую (до 18-20 см в диаметре) и очень плотно свернутую паутину. Сами пауки маленькие, длиной от 4,2 мм до 10,8 мм. Яд безвреден для человека. М. gracilis уникален по внешнему виду благодаря большому остроконечному брюшку и черно-белому телу. Некоторые пауки этого вида также могут иметь жёлтый цвет по бокам тела. Эти пауки наиболее активны в конце лета и начале осени. М. gracilis ведет дневной образ жизни, ночью редко активны.

## Внешний вид

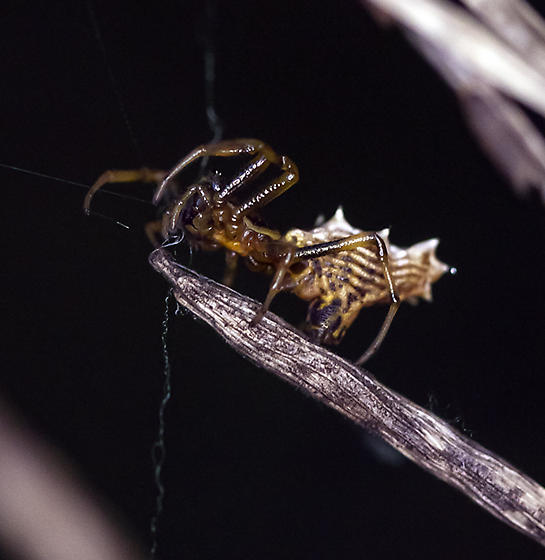
Вариант раскраски

Самки обычно имеют длину 8-10 мм. У них выпуклое брюшко с шипами. Имеется половой диморфизм: самцы, как правило, меньше самок. У них также меньше шипов, более плоское брюшко и немного более светлый оттенок. Хотя самцы могут производить паутину, в основном они используют её в брачных ритуалах.

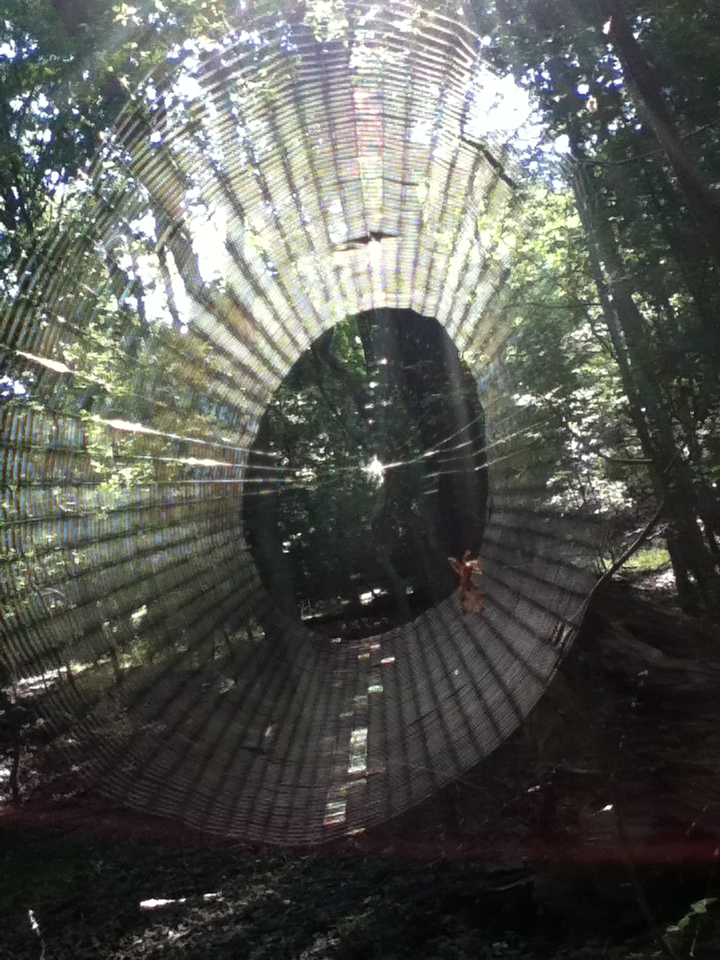
Центральная часть паутины
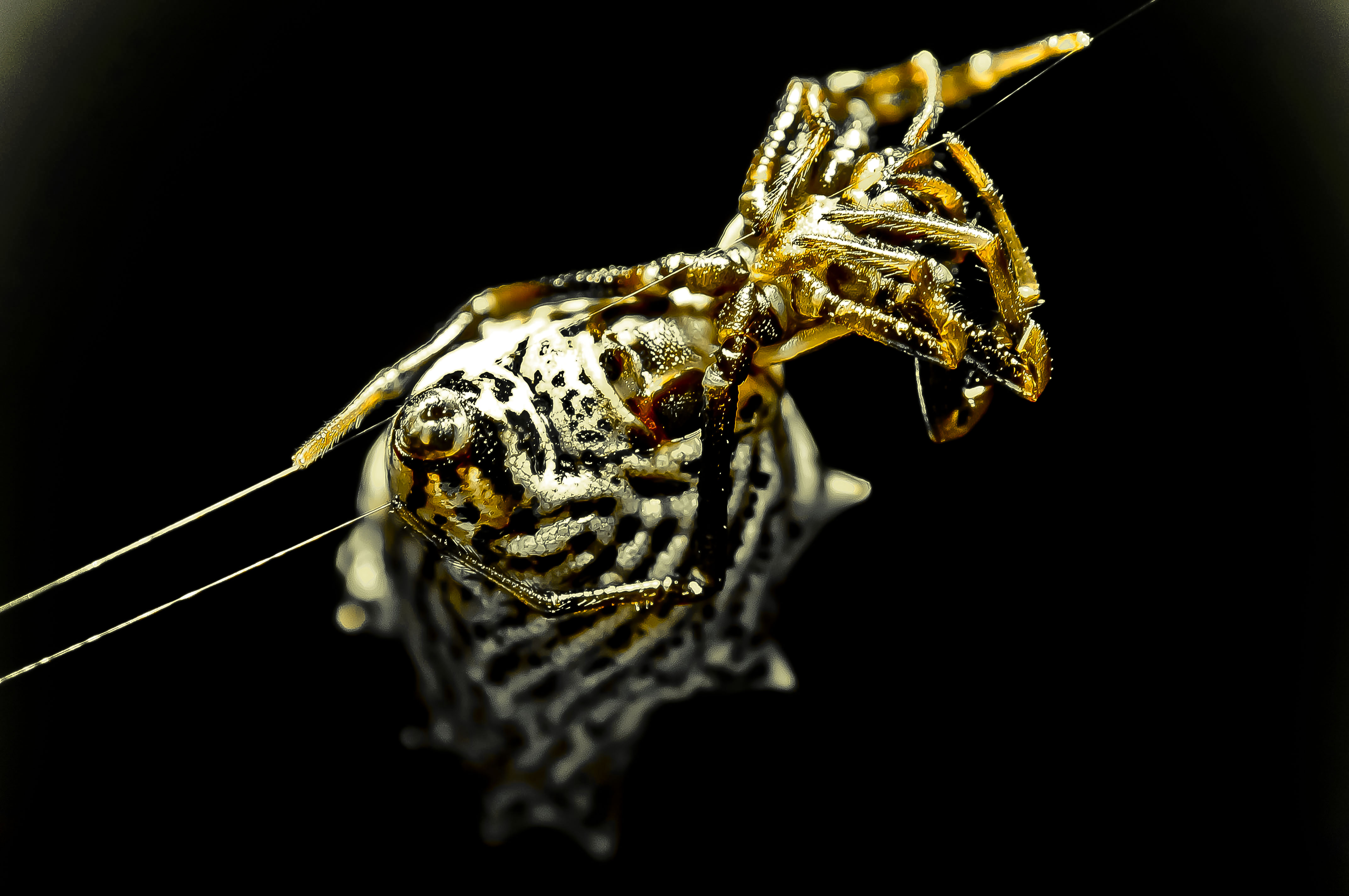
Вид снизу
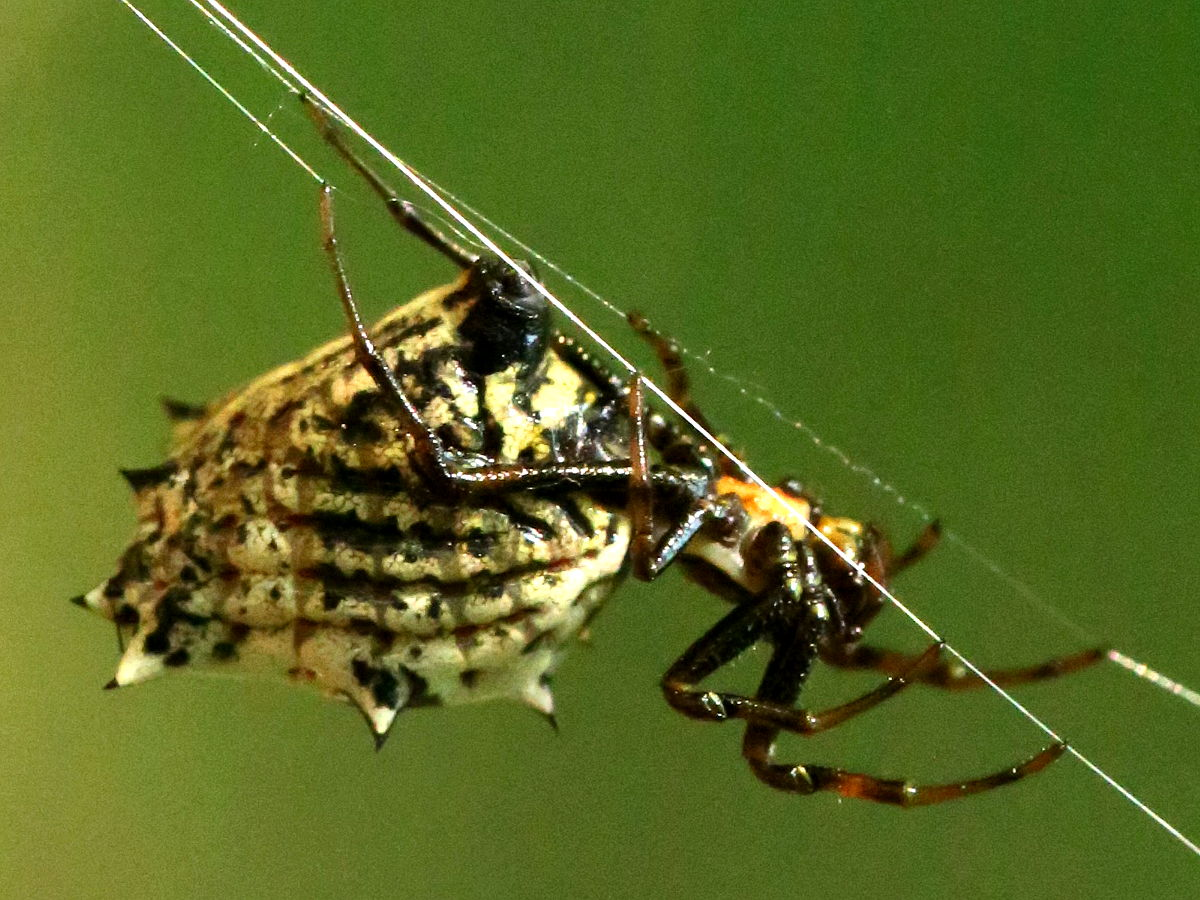
Самка, вид сбоку
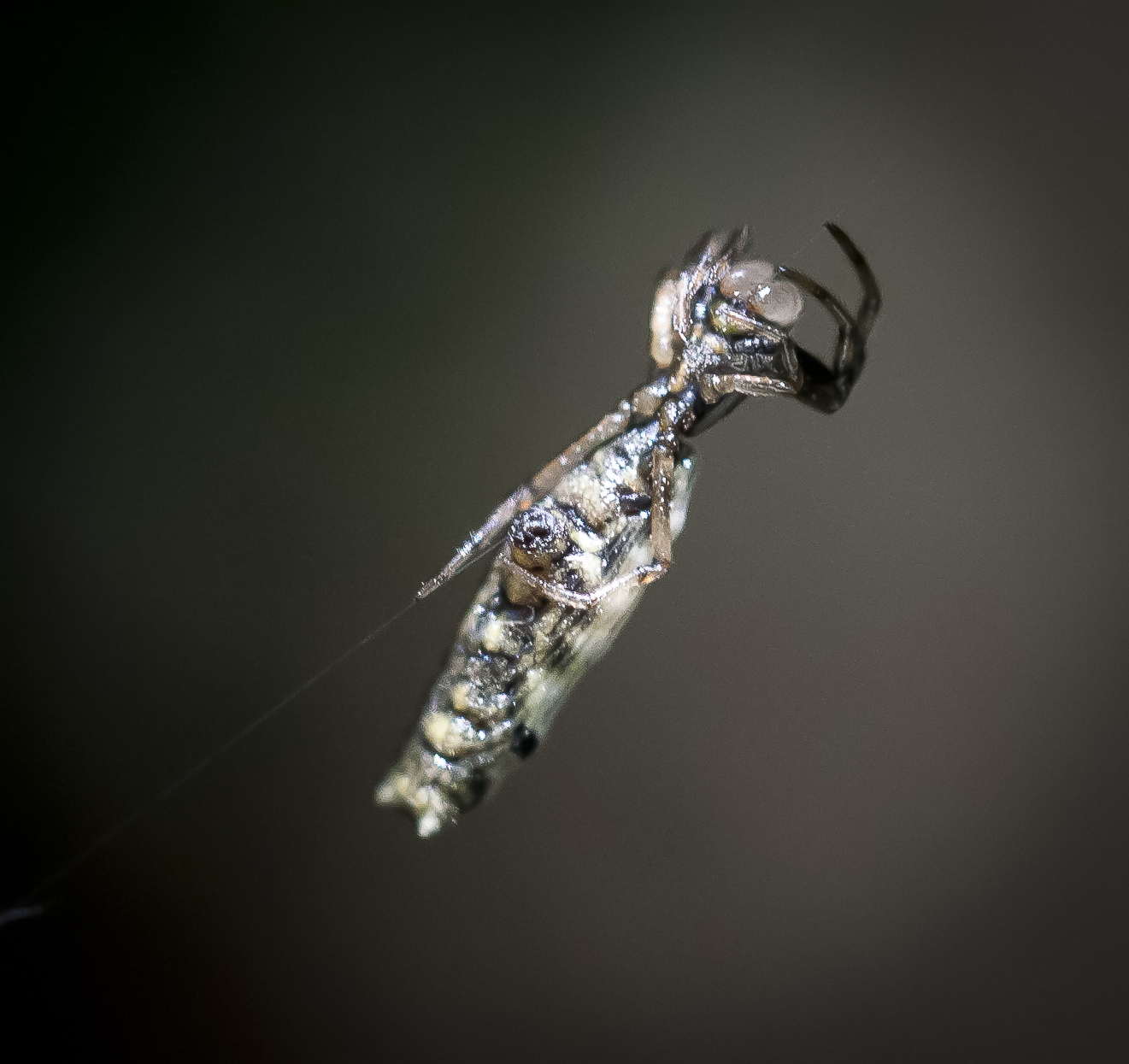
Ювенильный самец спереди

## Паутина
При строительстве паутины внутренние круги их сетей меняются каждую ночь, однако внешний слой паутины они могут сохранять без изменений в течение нескольких дней.

## Распространение и среда обитания
Micratena gracilis  живут в Северной и Центральной Америке. Это неотропические лесные пауки, и их легче найти в лиственных лесах, содержащих дубы и гикори(орехи). Они любят влагу; их легче найти в лесных массивах рядом с лагуной, прудом или другими небольшими водоемами. В одном исследовании упоминалось, что эти пауки были обнаружены в районе, который имеет тенденцию к затоплению во время их брачного сезона. M. gracilis также может сосуществовать внутри и по краям колоний Metepeira incrassata, также известного как колониальный паук-кругопряд. Они охотятся на Enallagma geminatum, а их, в свою очередь, поедают белоглазые виреоны.

## Цикл жизни
Micrathena gracilis вылупляется весной в образе взрослой особи. После летнего роста самка откладывает яйца в мешок. Они остаются относительно бездействующими в течение зимних месяцев. Общая продолжительность жизни составляет один год.